# Zixing
Zixing is een stad in de provincie Hunan in het oosten van China. Zixing is ook een arrondissement. De stad heeft ongeveer 360.000 inwoners.